# C/2013 D1 (Holvorcem)
C/2013 D1 (Holvorcem) — одна з короткоперіодичних комет сім'ї Юпітера. Відкрита 16 лютого 2013 року; вона мала 19.2m на час відкриття.